# هيرنان نيرا
هيرنان نيرا هو كاتب وأستاذ جامعي من تشيلي، ولد في مدينة ليما عام 1960. حصل على شهادته الجامعية الأولى في الفلسفة من الجامعة الكاثوليكية في سانتييغو، حيث أخرج أيضا مجلة (بيرسبكتيفاس) أي وجهات نظر وهي المجلة الطلابية المعارضة للدكتاتورية.

## المؤهلات والمناصب
عاش في باريس من عام 1985 إلى عام 1992 حيث حصل على درجة الدكتوراه في الفلسفة من جامعة باريس الثامنة. كما درس علم الاجتماع واللغويات في مدرسة الدراسات العليا للعلوم الاجتماعية، وعمل مدرساََ في فرنسا في معهد الدراسات السياسية في الفترة 1991-1992، وكذلك في تشيلي في جامعة (لا سيرينا) في الفترة 1984-1985 وايضا في جامعة (أوستريال) في الفترة 1993 -2007، وقد دُعي أيضا للتدريس في كل من جامعة تشيلي (دييغو بورتاليس) وجامعة (لوس لاجوس) و(لا فرونتيرا) و جامعة (اندريس بيلو القومية) . كما أقام هيرنان عدة مؤتمرات في أوروبا،  وعمل أستاذًا في جامعة سانتييغو في تشيلي منذ عام 2008. وقام بتدريس الفلسفة في جامعة سانتييغو. وجرى انتخابه في المجلس الأكاديمي لهذه الجامعة عام 2011. ويُركز عمله الأكاديمي على النظرية السياسية والنظرية الأدبية وثقافة أمريكا اللاتينية.

## أعماله
نشر مقالات علمية في تشيلي والولايات المتحدة وإسبانيا وهولندا وكوبا، و تلقى الدعم للبحث العلمي خمس مرات من المؤسسة الوطنية للعلوم والتكنولوجيا (Fondecyt). قام هيرمان نيرا بتأليف العديد من الكتب، ولا يزال أحد مؤلفي الأجيال الجديدة كما أن له صوتا مميزًا يسمح له بتناول الخيال والنظرية. وقد قام بنشر كتاب واحد من القصص القصيرة بعنوان (ضربات الفأس والنار) من دارإديتوريال بلانيتا للنشر في سانتييغو عام 1999. ونشر روايتين هما (الحلم غير المكتمل)  عن داربلانيتا إديتوريال في سانتييغو 1999)  ورواية (حطام الضوء) إصدار دار بي إدثيوناس الإسبانية للنشر في برشلونة  عام 2004 .  نشر أيضا مجموعة من المقالات بعنوان مرآة النسيان عن دار دوولمن إدثيوناس في سانتييغو عام 1997 ومقالة  (المدينة والكلمات)  عن دار إيديتوريال يونيفيرستاليا للنشر الجامعي في سانتييغو عام 2004 بالإضافة لذلك فقد تعاون مع صحيفة (إل ميركوريوأو الزئبق) في تشيلي، وصحيفة ( إل باييس أو البلد) في اسبانيا، والمجلة الألمانية (أصداء أوإيكوز من إسبانيا وأمريكا اللاتينية)، والمجلة الفصلية الأدبية الدولية في نيويورك.
في عام 2003   فقد فاز  بجائزة دوس أوريلاس عن روايته (حطام السفينة) بالإجماع والتي قدمتها له خمس دور نشر أوروبية كانت قد ترجمت روايته إلى الفرنسية والبرتغالية واليونانية  بدأت جميعها في التدوال عام 2005.